# Hydractinia echinata
Hydractinia echinata är en nässeldjursart som beskrevs av Fleming 1823. Hydractinia echinata ingår i släktet Hydractinia och familjen Hydractiniidae. Arten är reproducerande i Sverige. Inga underarter finns listade i Catalogue of Life.

## Bildgalleri

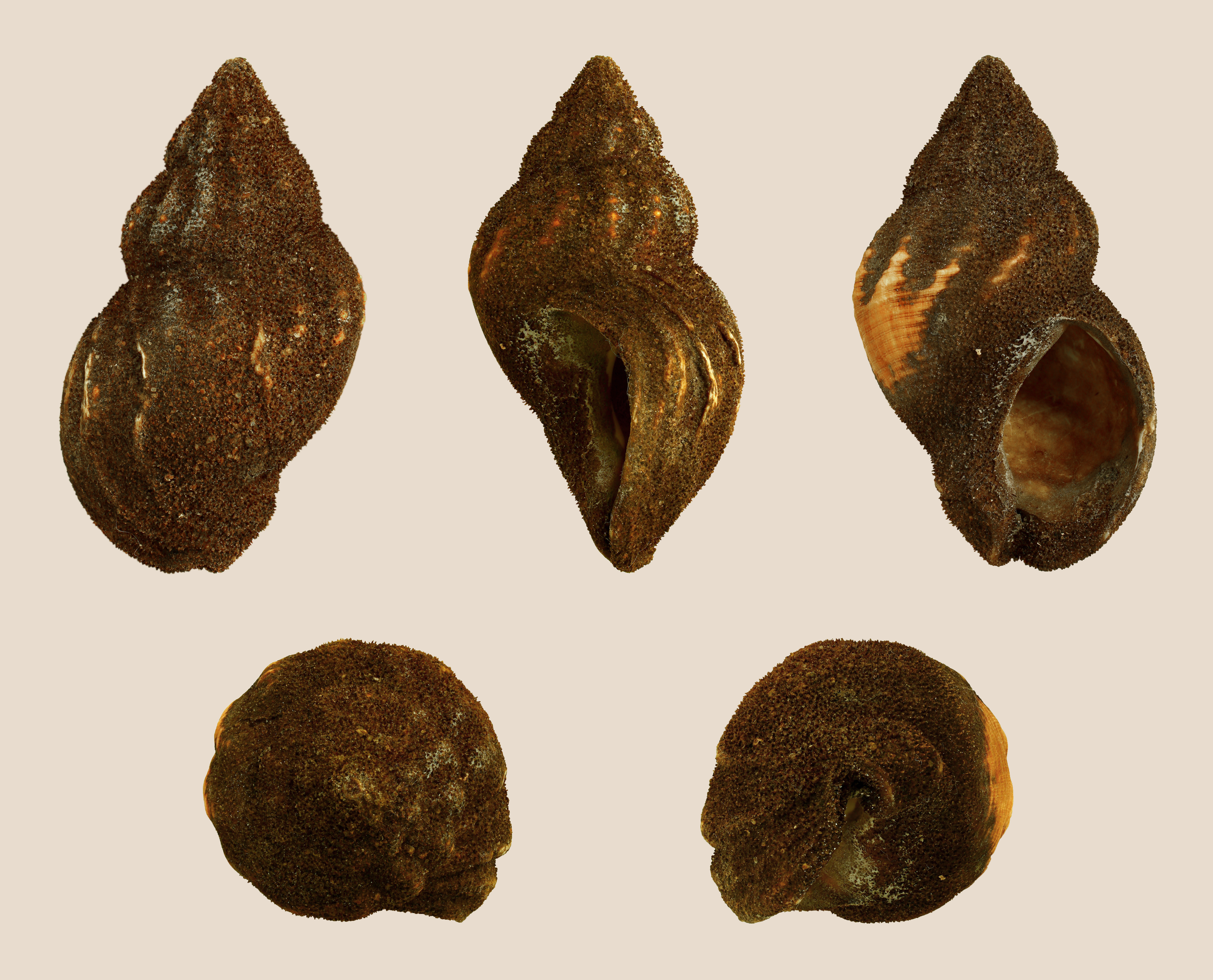
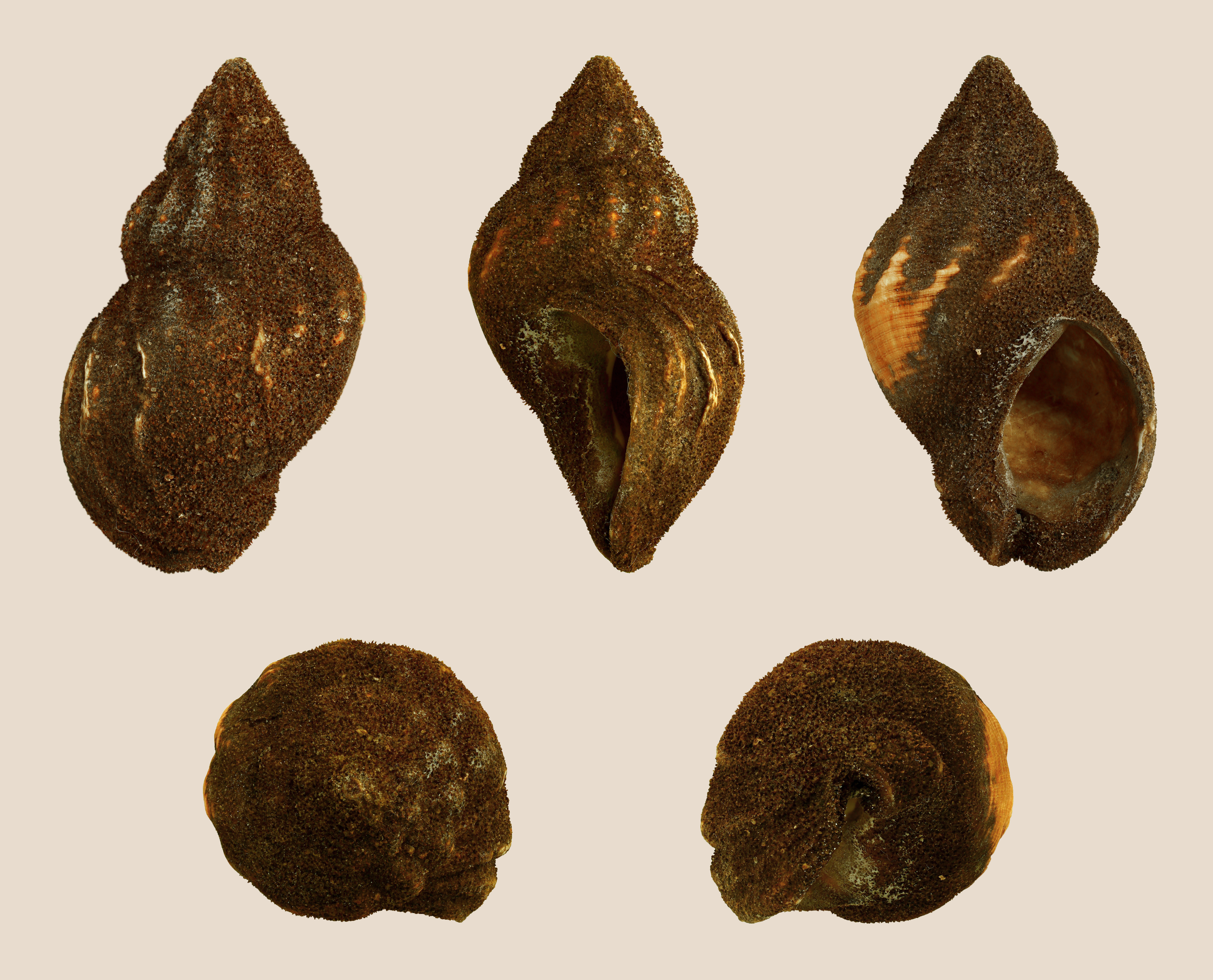
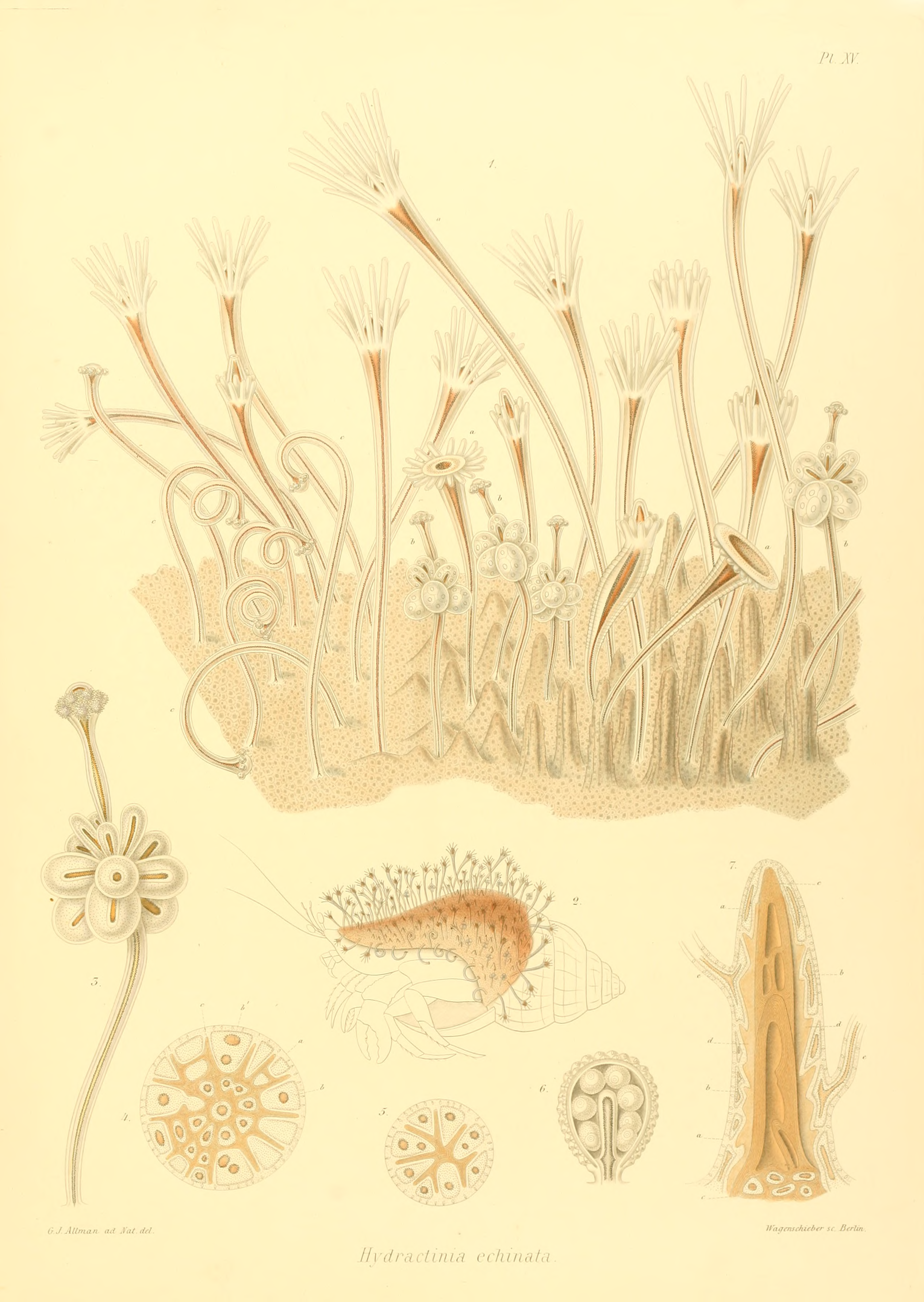
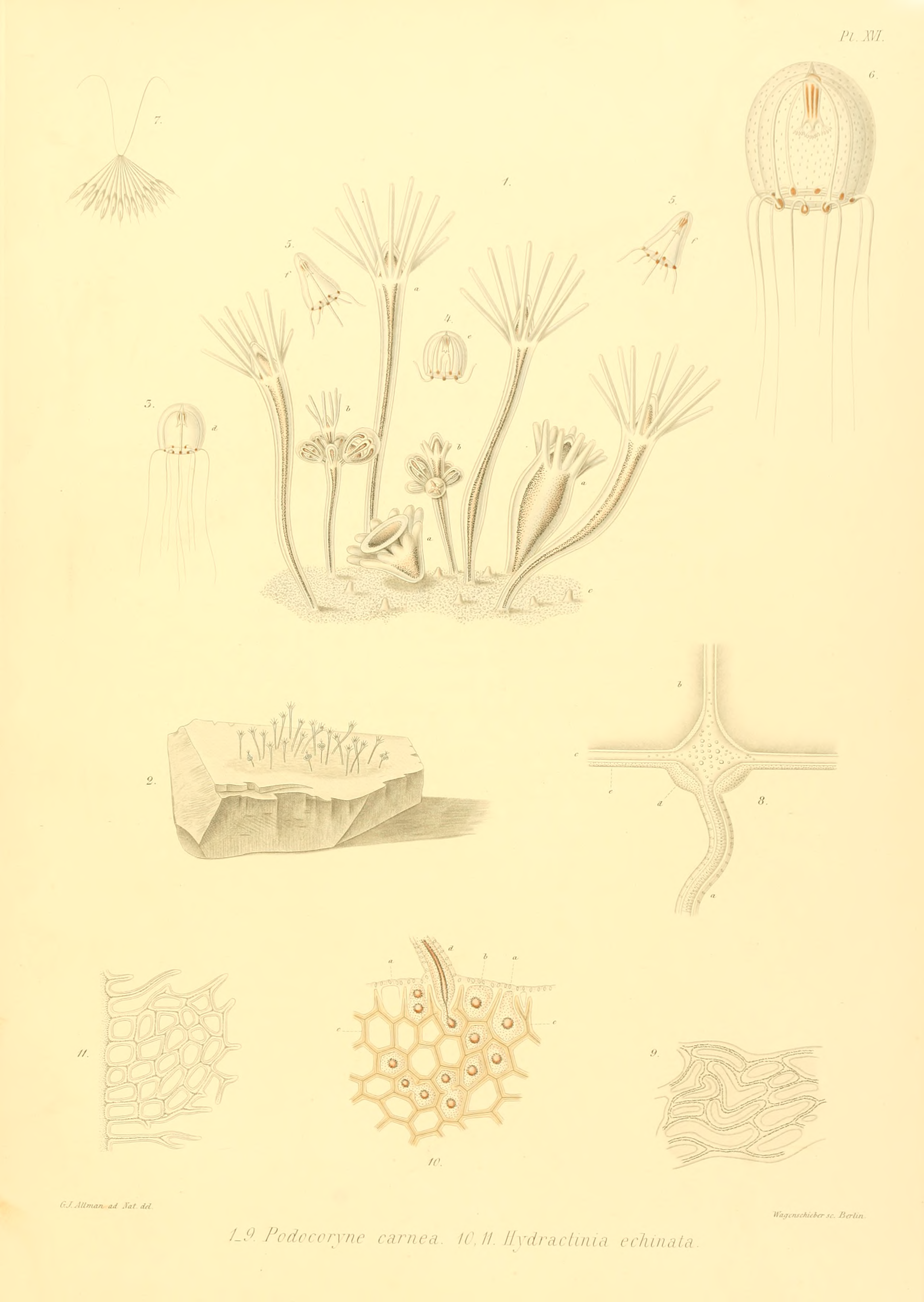